# Cesilio de los Santos
Cesilio de los Santos (Rivera (cidade), 22 de junho de 1962) é um ex-futebolista profissional uruguaio, que atuava como defensor.

## Carreira
Cesilio de los Santos se profissionalizou no Frontera Rivera.

## Seleção
Cesilio de los Santos integrou a Seleção Uruguaia de Futebol na Copa América de 1993.